# Gherla
Gherla (deutsch Neuschloss oder Armenierstadt, ungarisch Szamosújvár, armenisch Հայաքաղաք – Hayakaghak) ist eine Stadt in Rumänien und liegt im Kreis Cluj in der Region Siebenbürgen am Fluss Someșul Mic (Kleiner Somesch).
Im Jahr 2007 hatte die Stadt etwa 22.000 Einwohner. Neben Dumbrăveni bildete Gherla eines der beiden Zentren der armenischen Kultur in Siebenbürgen bzw. im damaligen Königreich Ungarn. Die siebenbürgischen Armenier wurden jedoch im Lauf der Jahrhunderte weitgehend magyarisiert.
Etwa 5 Kilometer von der Stadt entfernt befindet sich das Kloster Nicula, einer der wichtigsten Wallfahrtsorte in Siebenbürgen.

## Geschichte
Das Gebiet von Gherla war bereits in römischer Zeit besiedelt. Im zweiten nachchristlichen Jahrhundert befanden sich hier das Kastell Gherla und weitere römische Ansiedlungen.
Der Ort selbst wurde erstmals 1291 als Gerlahida urkundlich erwähnt. Bis ins 15. Jahrhundert war der Ort im Besitz verschiedener Familien, ab 1467 gehörte er dem Bistum Großwardein. Als ab den 1670er Jahren verstärkt Armenier aus der Moldau nach Siebenbürgen flohen, ließen sie sich u. a. neben dem Dorf nieder und gründeten dort 1700 Armenierstadt. Stadt, Dorf und weitere umliegende Siedlungen wachsen im Laufe des 18. und 19. Jahrhunderts zusammen. Durch ihre wichtige Rolle als Handelsunternehmer, genossen die Armenier und ihre Städte herrschaftliche Förderung und Privilegien. Die armenische Stadtbevölkerung nahm im Zuge der Magyarisierung im 19. Jahrhundert zunehmend die ungarische Sprache und Kultur an.
Über ihre ehemalige armenische Bevölkerung hinaus ist Gherla auch deshalb eine kulturgeschichtliche Besonderheit in Siebenbürgen, da die Barock-Stadt nach Plan angelegt wurde. Das wichtigste Bauwerk ist die zwischen 1748 und 1798 errichtete armenisch-katholische Dreifaltigkeitskirche.
Am 19. Dezember 1853 gründete Papst Pius IX. das Bistum Gherla als Suffragandiözese des Erzbistums Făgăraș und Alba Iulia. Im Jahr 1924 wurde der Hauptsitz des Bistums von Gherla nach Cluj (Klausenburg) verlegt.

## Festung
Die ehemalige Festung im Norden von Gherla wurde Mitte des 16. Jahrhunderts von Georg Martinuzzi im Renaissancestil erbaut. Vom Bau der neuen Burg leiten sich der ungarische und der in der Frühen Neuzeit gebräuchliche deutsche Name des Ortes – Szamosújvár bzw. Neuschloss – ab. Unter den Verfolgungen der Sabbatarier unter Fürst Georg I. Rákóczi und nach Annahme der Complanatio Deesiana im Juli 1638 war hier u. a. Franz Orbán, bekennender Sabbatarier, ein Schwager Andreas Eössis und Obernotar des Széklerstuhls in Székelyudvarhely (dt. Oderhellen) inhaftiert. Seit 1785 dient die Anlage als Gefängnis, in dem zu kommunistischer Zeit im Rahmen des „Pitești-Experiments“ auch politische Gefangene untergebracht waren.

## Bilder

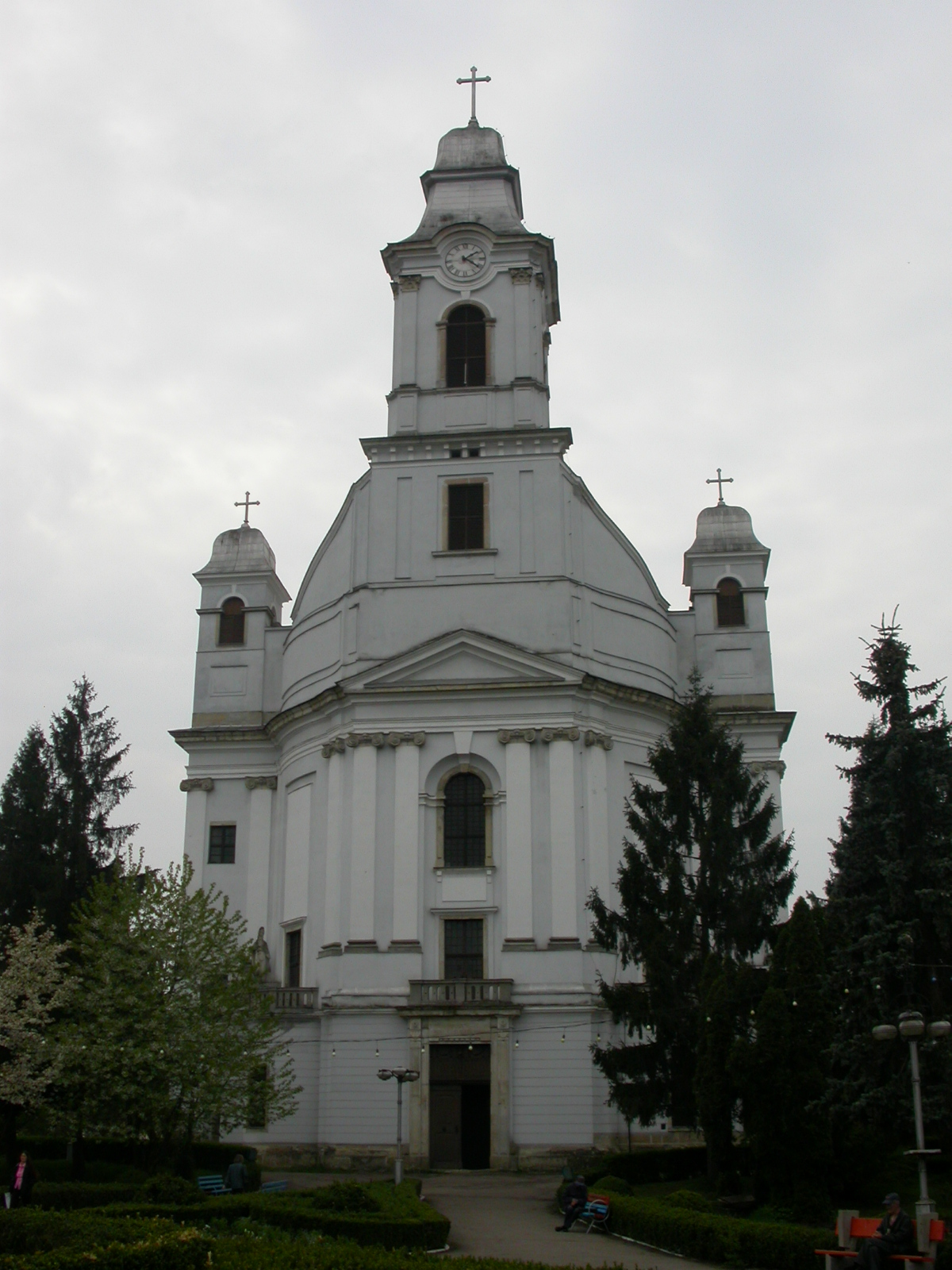
Armenisch-Katholische Kathedrale
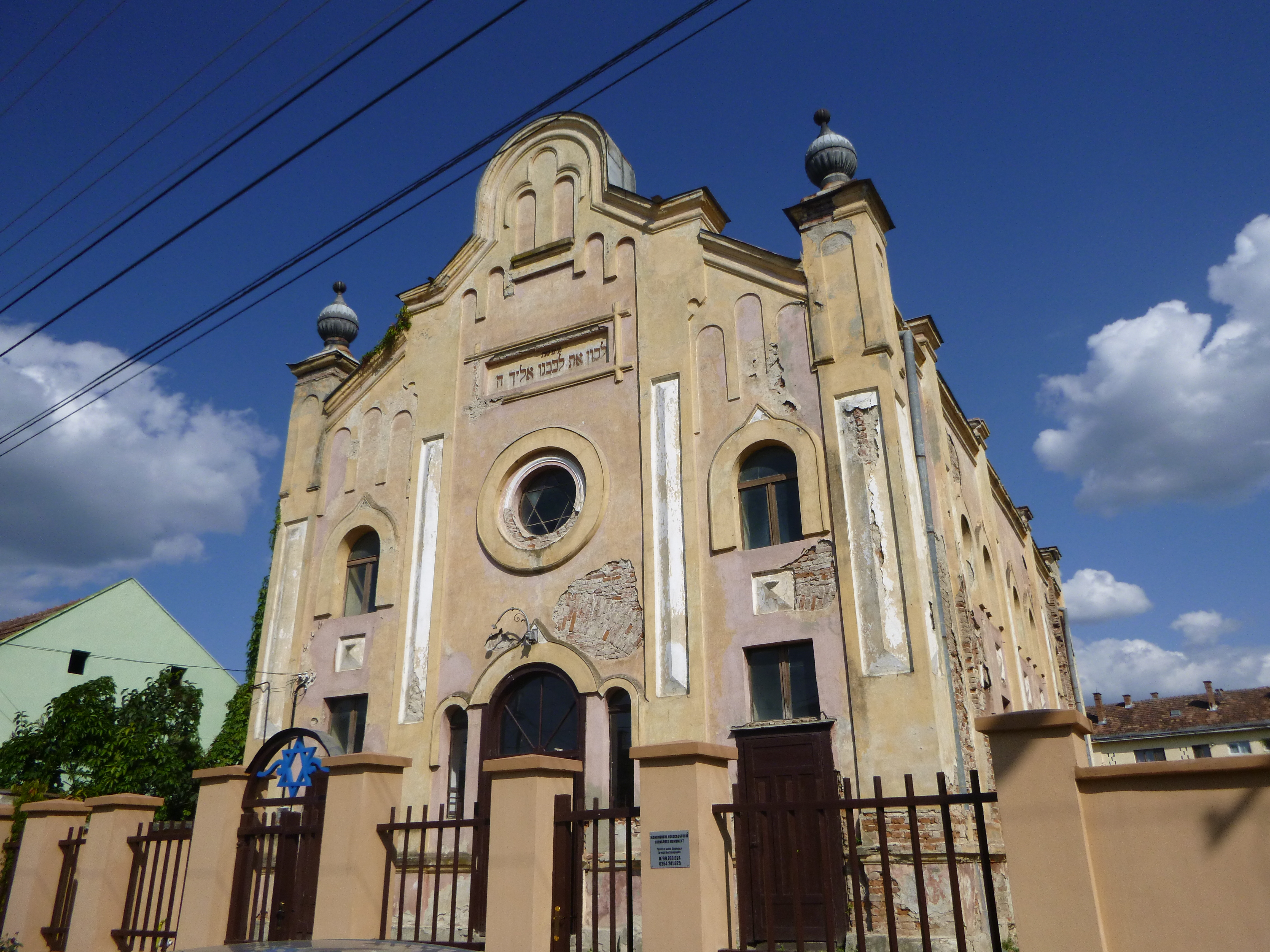
Synagoge
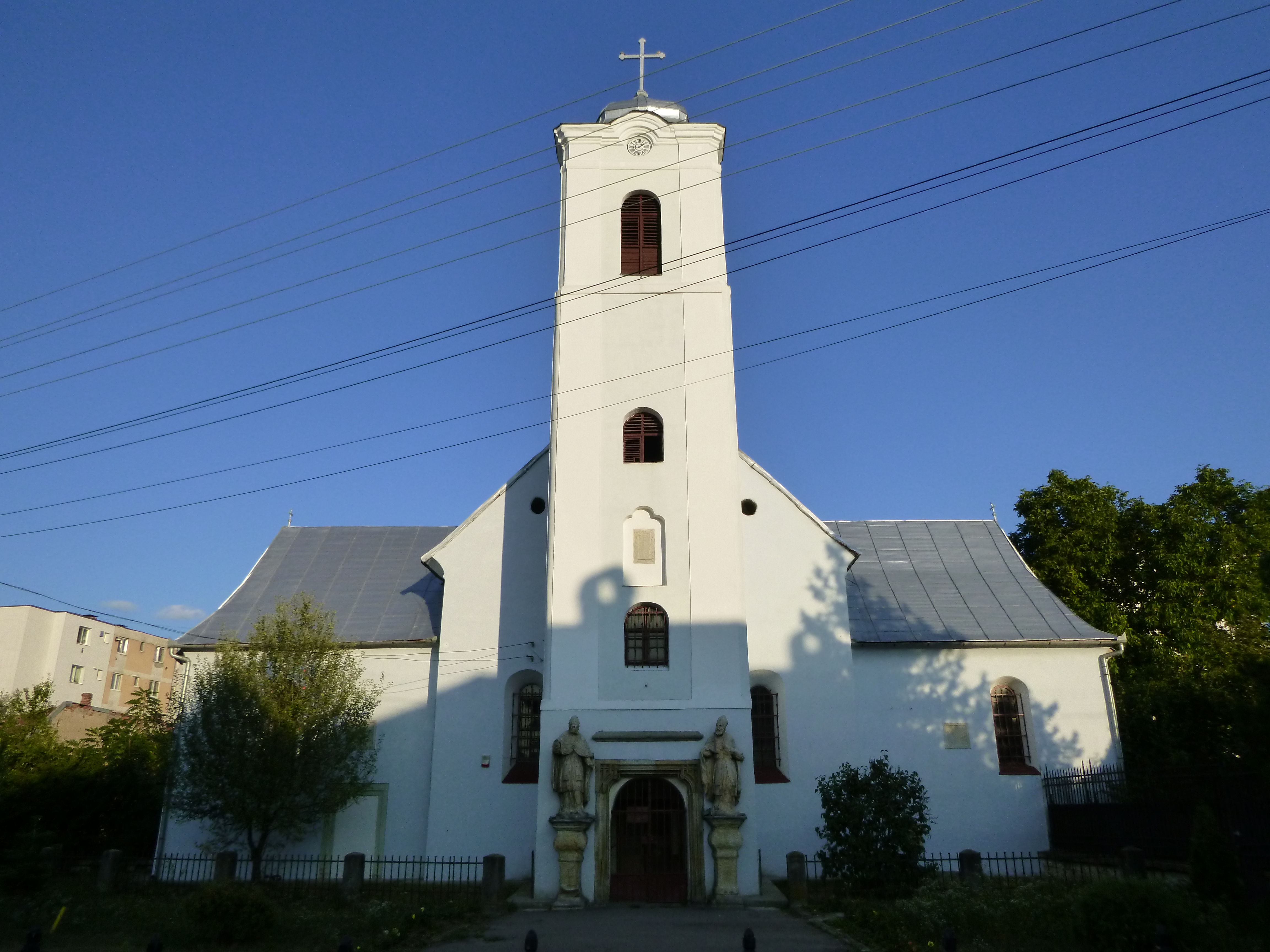
Solomon-Kirche
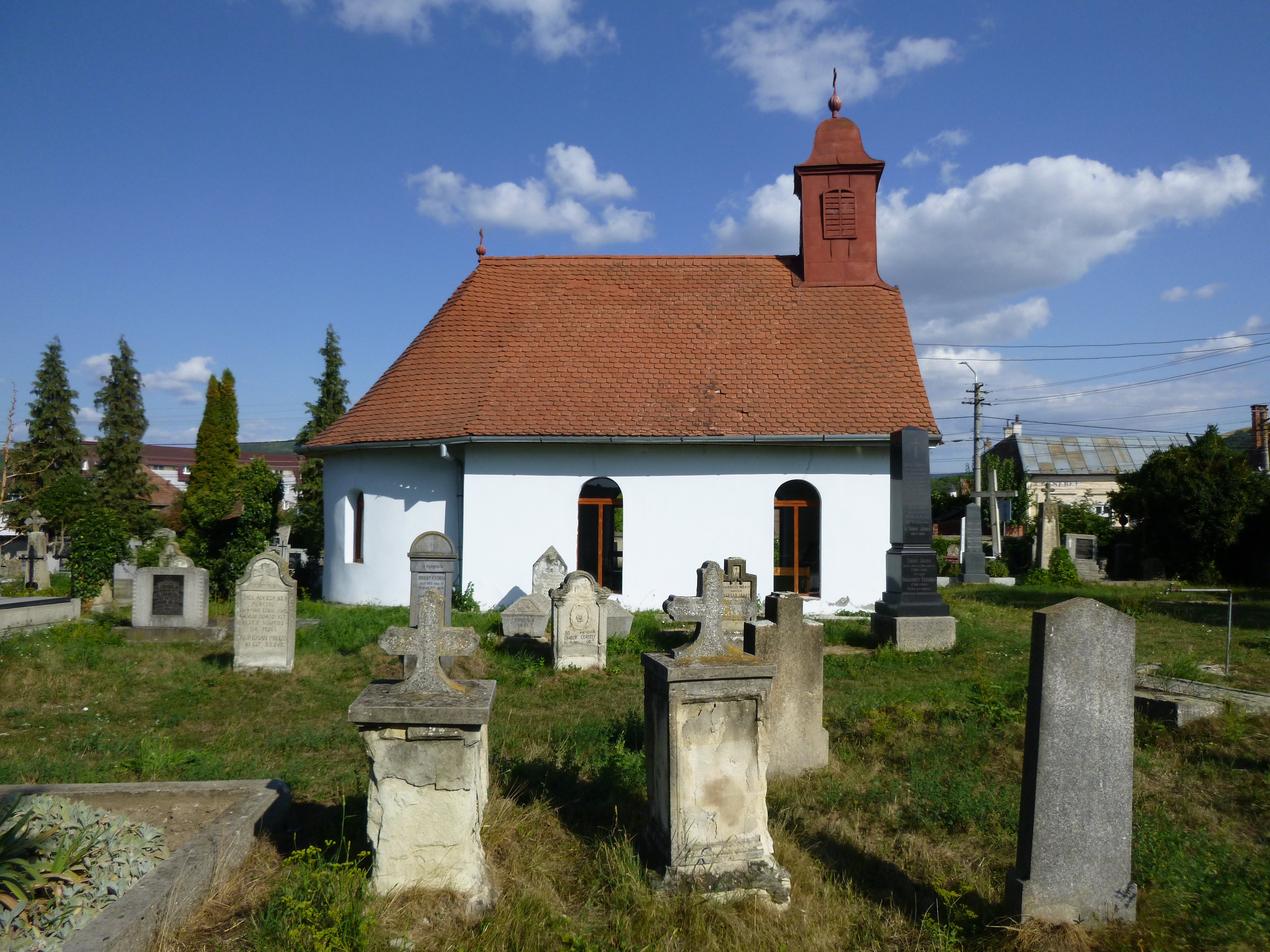
Armenisch-Ungarischer Friedhof
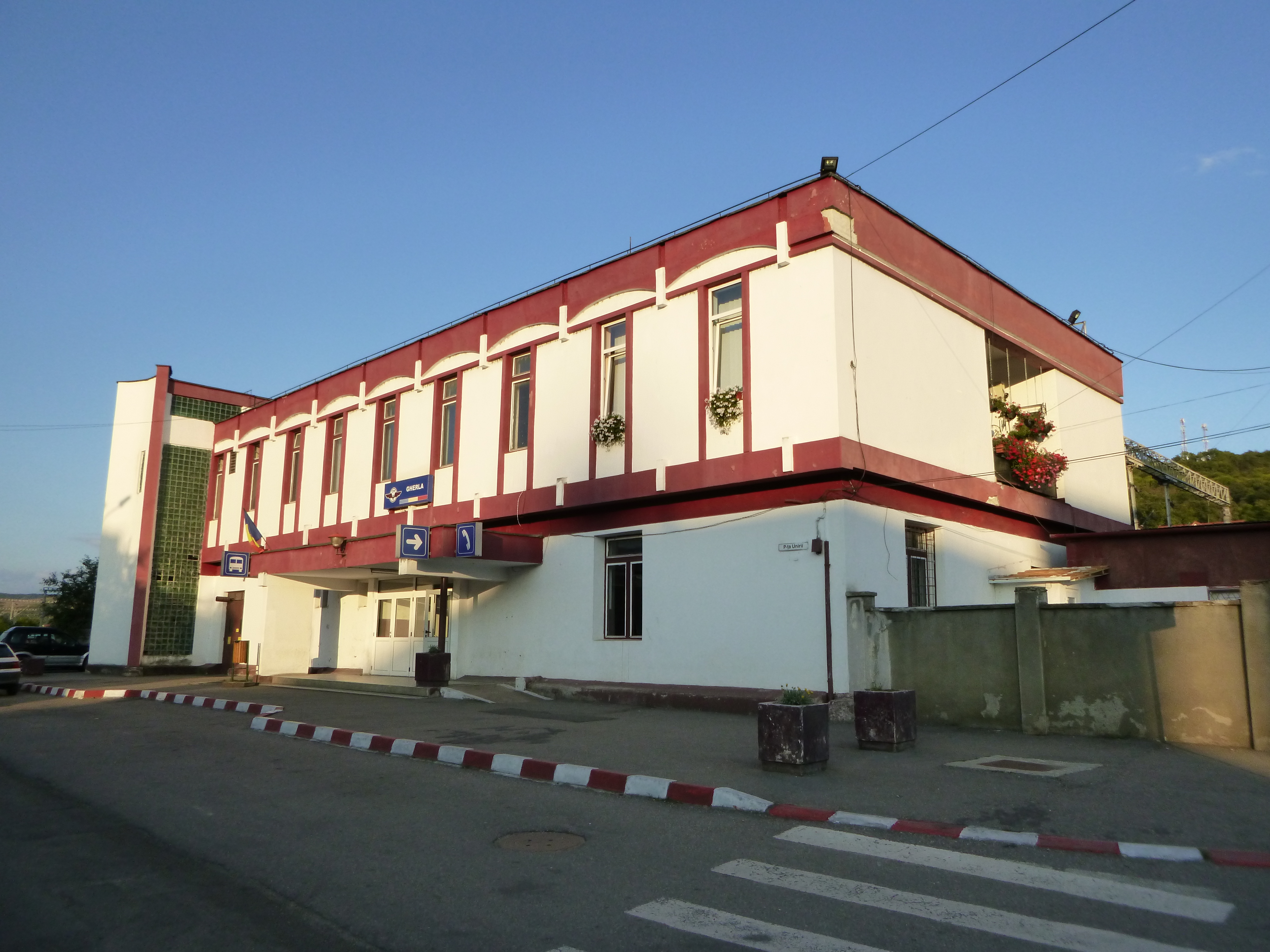
Bahnhof von Gherla
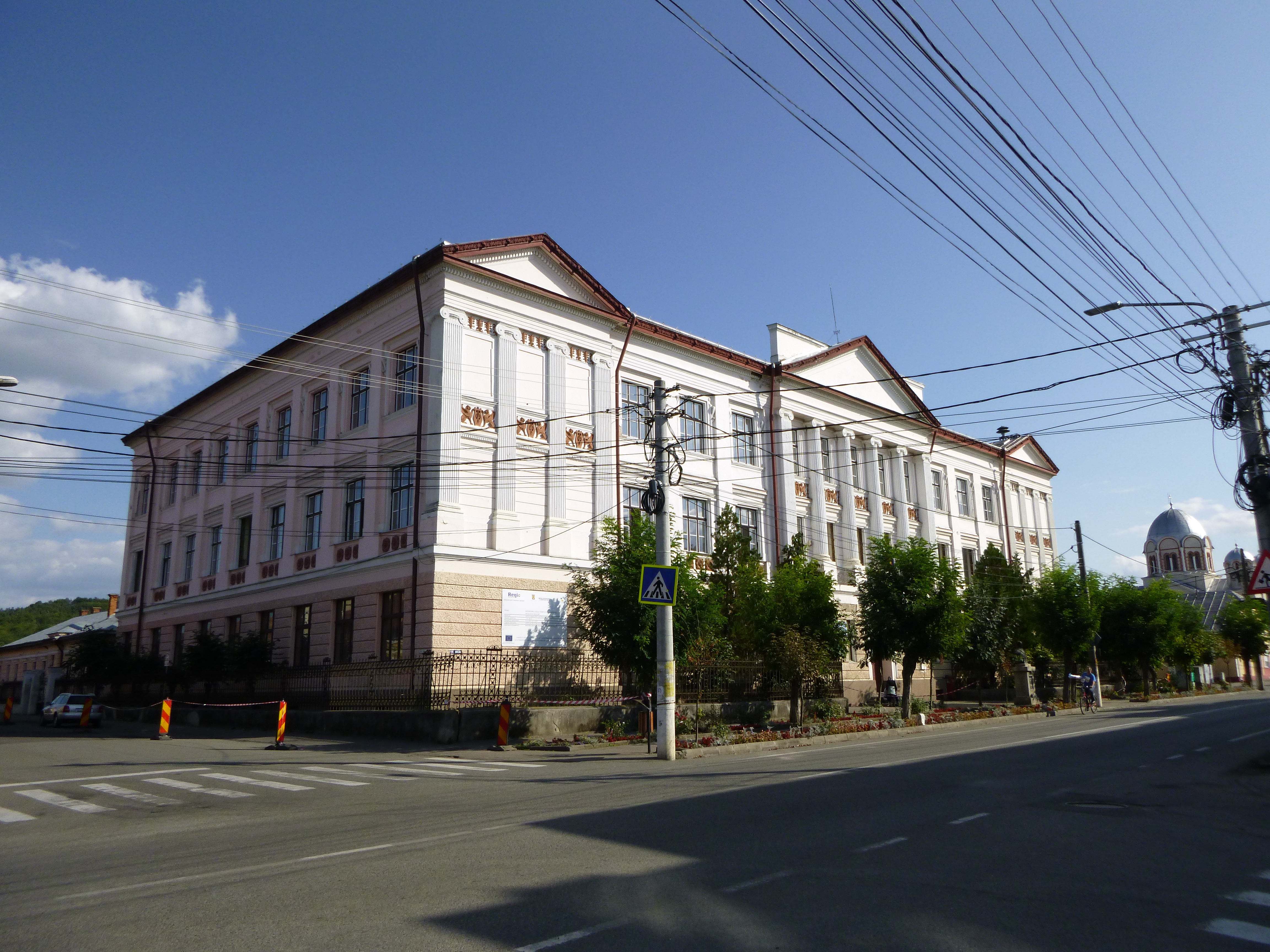
Gymnasium

## Städtepartnerschaften
- Forchheim,  Deutschland (seit 2000)[9]
- Yzeure,  Frankreich (seit 1990)[10]

## Persönlichkeiten
- Gregor Govrik (1840–1931), armenisch-katholischer Ordensgeistlicher, Generalabt der Mechitaristen von Wien
- Tamás Aján (* 1939), ungarischer Sportfunktionär
- Georgiana Lobonț (* 1994), Sängerin